# Station Pňovany
Station Pňovany is een spoorwegstation in de Tsjechische gemeente Pňovany. Het station ligt aan spoorlijn 170 die van Beroun via Pilsen naar Cheb loopt, en is het beginpunt van lijn 177. Het station wordt beheerd door de nationale spoorwegonderneming České dráhy in samenwerking met de Staatsorganisatie voor spoorweginfrastructuur (SŽDC).
Ongeveer een kilometer ten westen van station Pňovany gaat lijn 177 over een grote spoorwegbrug, de Pňovanský most.

## Treinverkeer
Vanaf station Pňovany kan men in de volgende richtingen reizen:
- lijn 170: Pňovany - Pilsen - Beroun (verder naar Praag)
- lijn 170: Pňovany - Cheb
- lijn 177: Pňovany - Bezdružice

Beroun ↔ Beroun-Králův Dvůr ↔ Beroun-Popovice ↔ Zdice ↔ Stašov ↔ Praskolesy ↔ Hořovice ↔ Cerhovice ↔ Zbiroh ↔ Kařízek ↔ Mýto ↔ Holoubkov ↔ Svojkovice ↔ Rokycany ↔ Klabava ↔ Ejpovice ↔ Dýšina ↔ Chrást u Plzně ↔ Plzeň-Doubravka ↔ Plzeň hlavní nádraží - Plzeň-Jižní Předměstí ↔ Plzeň-Zadní Skvrňany ↔ Plzeň-Křimice ↔ Vochov ↔ Kozolupy ↔ Plešnice ↔ Pňovany zastávka ↔ Pňovany ↔ Sulislav ↔ Vranov u Stříbra ↔ Stříbro ↔ Milíkov ↔ Svojšín ↔ Ošelín ↔ Pavlovice ↔ Brod nad Tichou ↔ Planá u Mariánských Lázní ↔ Chodová Planá ↔ Mariánské Lázně ↔ Valy u Mariánských Lázní - Lázně Kynžvart - Dolní Žandov - Salajna - Lipová u Chebu - Stebnice - Všeboř - Cheb